# 派希亞
派希亞（英語：Paihia）是位於紐西蘭北島的一座城鎮。派希亞是一座以旅遊業為主的城鎮。2006年時，派希亞有人口1770人。